# Морская артиллерия

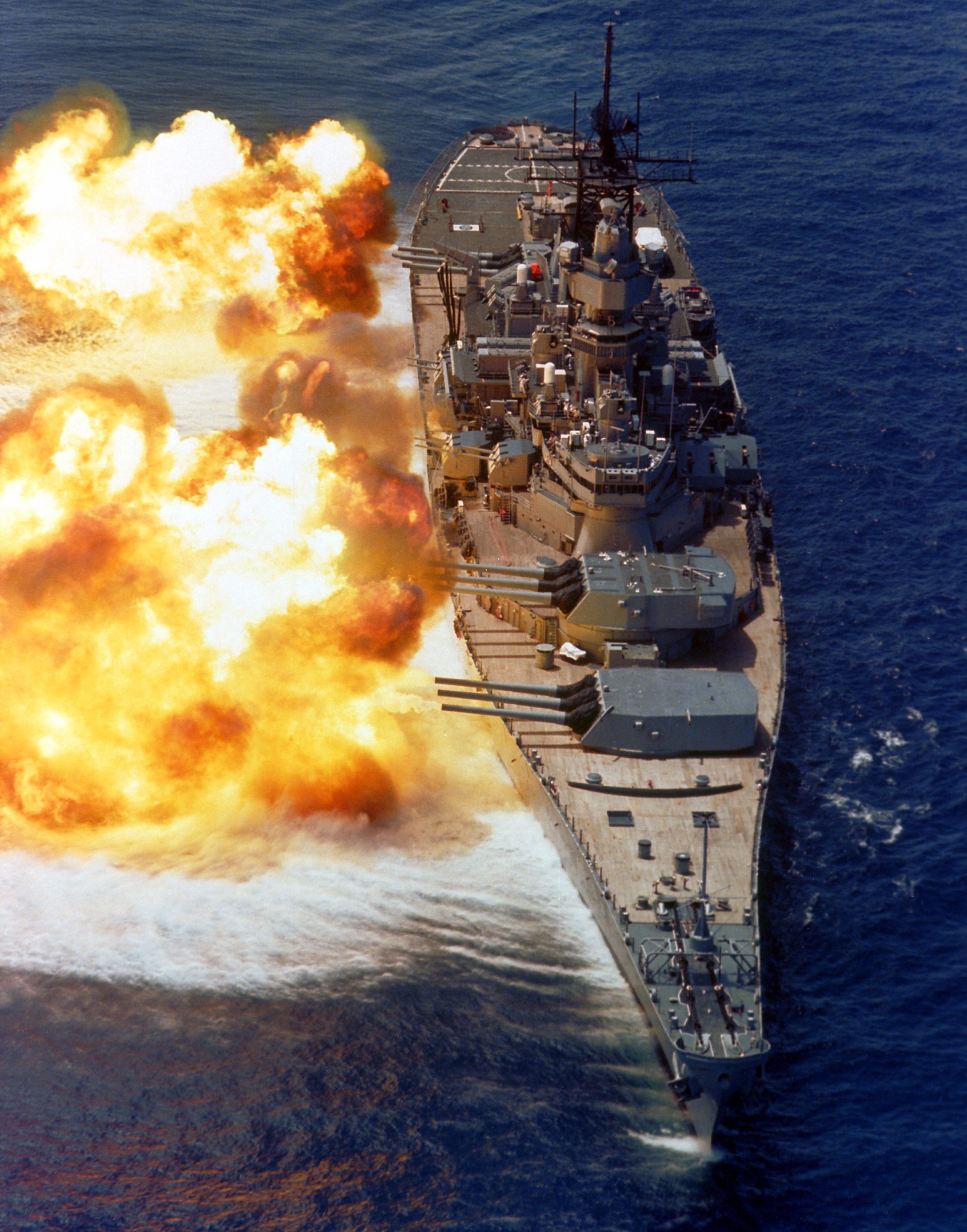
Залп морской корабельной артиллерии с линкора ВМС США «Айова»

Морска́я артилле́рия, Артилле́рия морска́я — вид артиллерии, по организационной принадлежности к виду вооруженных сил принадлежащий к Военно-морскому флоту (ВМФ) государства. 
К морской артиллерии относятся артиллерийские установки, состоящие на вооружении кораблей (судов) и береговых войск и предназначенные для поражения (разрушения) морских, воздушных и береговых (наземных) объектов (целей).
По своему назначению морская артиллерия делится на главную артиллерию (для решения основных задач), противоминную (историческая) (для отражения атак миноносцев), зенитную (для противовоздушной обороны) и универсальную.
По наличию и особенностям конструктивной защиты артиллерийских установок морская артиллерия может быть башенной, палубно-башенной, казематной (историческая), щитовой и открытой, а исходя из конструкции канала ствола — гладкоствольной (историческая) или нарезной.
По величине диаметра канала ствола различают морскую артиллерию крупного калибра (152 мм и более), среднего (от 85 до 152 мм) и малого (менее 76 мм). Морская артиллерия обладает большой дальностью стрельбы.